# Wydział Zamiejscowy Uniwersytetu Marii Curie Skłodowskiej w Puławach
Wydział Zamiejscowy Uniwersytetu Marii Curie Skłodowskiej w Puławach – zamiejscowa jednostka naukowo-dydaktyczna Uniwersytetu Marii Curie-Skłodowskiej w Lublinie z siedzibą w Puławach. 

## Opis Wydziału
Wydział Zamiejscowy powstał z inicjatywy rektora UMCS prof. Stanisława Michałowskiego oraz członków zarządu Grupy Azoty Zakładów Azotowych „PUŁAWY” S.A. W roku 2013 doszło do podpisania porozumienia o utworzeniu kierunku Chemia Techniczna, a także studiów podyplomowych dla pracowników Zakładów, praktyk studenckich i staży dla studentów UMCS, realizacji prac dyplomowych i doktorskich związanych z zakresem funkcjonowania zakładu, współpracy badawczej oraz komercjalizacji wyników badań i funkcjonowaniem elitarnego centrum kompetencji (Nitrogen Elite Centre Puławy) w zakresie upowszechniania zastosowania produktów Zakładów Azotowych w Puławach i promocji wspólnych przedsięwzięć. Władze samorządowe oraz puławskie instytucje naukowe, w tym Instytut Nowych Syntez Chemicznych oraz lokalne instytucje gospodarcze i przemysłowe, wspierały pomysł utworzenia wydziału. Na bazę dydaktyczną uczelni wybrano budynek wygaszonej w 2014 roku niepublicznej uczelni Puławskiej Szkoły Wyższej. Jednostka rozpoczęła swoją działalność 1 października 2014 roku otwierając kształcenie na kierunkach: administracja publiczna, chemia techniczna oraz public relations i doradztwo medialne. Wkrótce utworzono również kierunek fizjoterapia prowadzony wspólnie z Uniwersytetem Medycznym w Lublinie. Kadrę akademicką stanowią pracownicy Zakładów Azotowych i lokalnych instytucji naukowych oraz wykładowcy Uniwersytetu Marii Curie-Skłodowskiej w Lublinie i Uniwersytetu Medycznego w Lublinie. Zajęcia praktyczne odbywają się w Lublinie oraz w Puławach.

## Kierunki Kształcenia
Dostępne kierunki:
- Administracja publiczna (studia I stopnia)
- Biobezpieczeństwo (studia I stopnia)
- Techniki kryminalistyczne (studia I stopnia)
- Wychowanie fizyczne (studia I stopnia)

## Władze Wydziału
W kadencji 2020–2024:
| Stanowisko | Imię i nazwisko                |
| ---------- | ------------------------------ |
| Dziekan    | dr hab. Grzegorz Smyk          |
| Prodziekan | prof. dr hab. Zbigniew Hubicki |